# Cabretón
Cabretón, o Cabretón del Río Añamaza, es una localidad-pedanía perteneciente a Cervera del Río Alhama, dentro de la comunidad autónoma de La Rioja. Su historia es muy reciente, ya que se fundó en el siglo XIX.

## Naturaleza

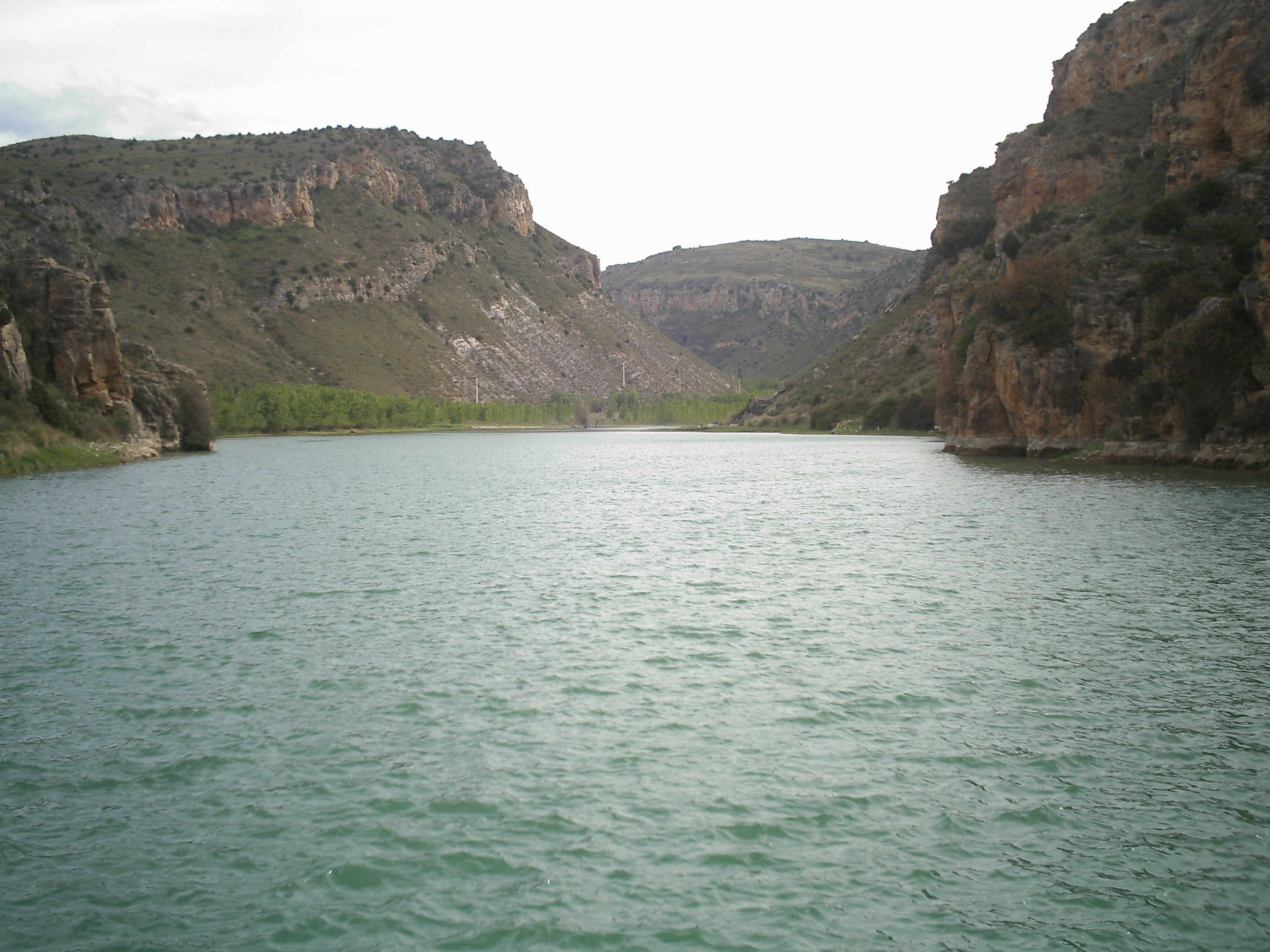
Pantano de Añamaza

La zona tiene notables valores naturales, entre los que destacan:
- La vega del río Añamaza
- El pantano de Añamaza

En su geografía destacan montes como Sangarrén, Peña Amarilla, Las Navas o La Merina y los barrancos de Valdeviruelas, Despeñaperros.

### Flora y fauna
- Flora

Los montes están muy erosionados, con poco arbolado y cubiertos principalmente de matorral con variadas plantas como espliego, romero, tomillo, aliaga, etc. Entre los árboles destacan los pinos, olivos, almendros y acacias. 
- Fauna

El río Añamaza y su pantano, situado un profundo cañón calizo, albergan una de las principales colonias riojanas de buitre leonado. También hay abundantes aves de presa. El espeso matorral mediterráneo da refugio jabalíes y otros mamíferos como zorro, jabalí, conejo, liebre, y aves como el gavilán, abubilla, perdiz, etc.

## Demografía
Cabretón contaba a 3 de diciembre de 2019 con una población de 178 habitantes, 98 hombres y 80 mujeres.

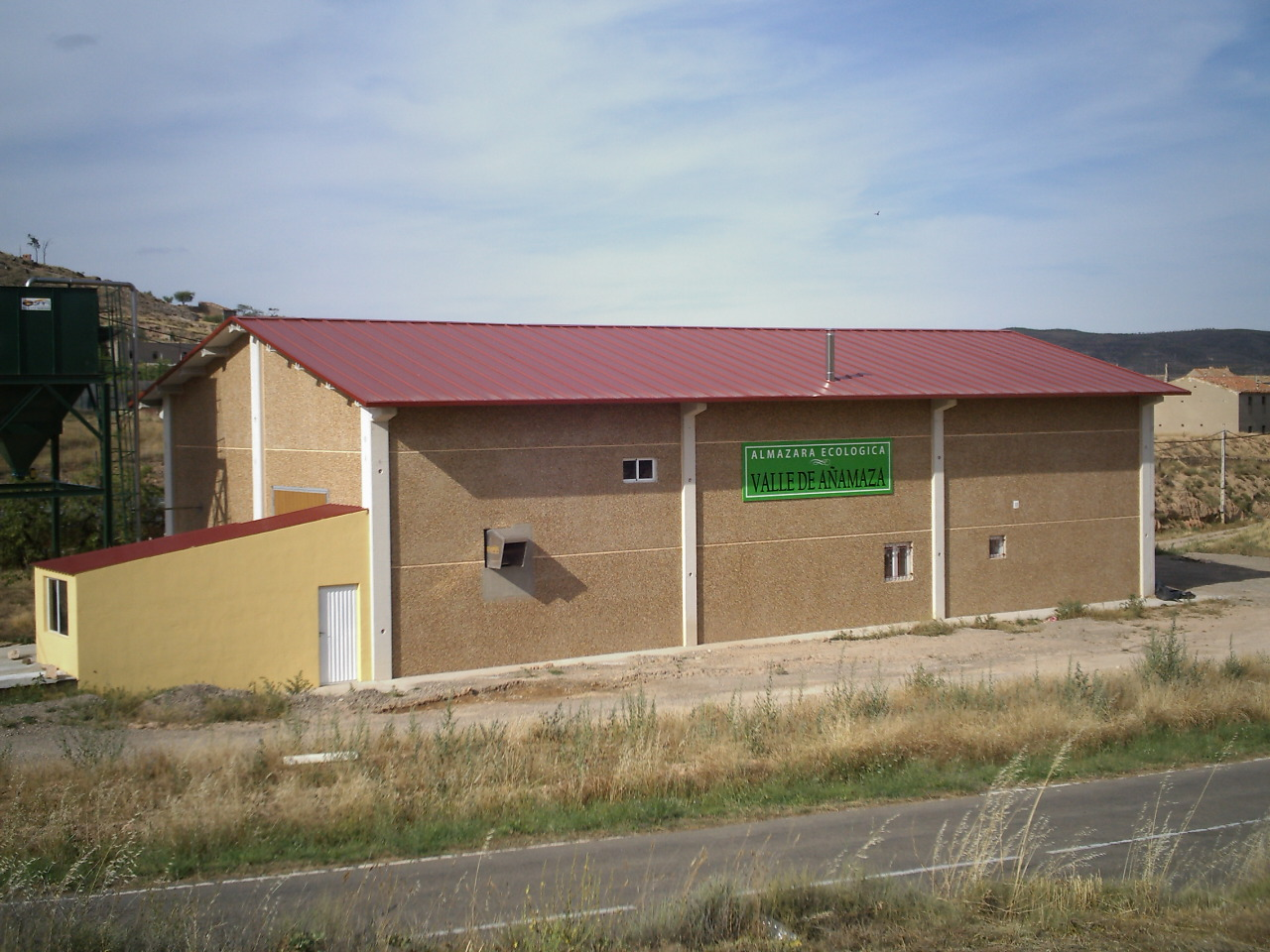
Almazara de aceite ecológico a la entrada de Cabretón

| Gráfica de evolución demográfica de Cabretón entre 2000 y 2010                                   |
|                                                                                                  |
| Población de derecho (2000-2010) según los censos de población del INE a 1 de enero de cada año. |

## Economía
La actividad económica en aldea es fundamentalmente la agricultura y la ganadería. En las tierras de secano, almendros y olivos principalmente, además de cereal y en la zona de regadío los frutales y hortalizas típicos. La ganadería se centra en el ganado caprino.
Al carecer de industria propia, muchos lugareños jóvenes han de desplazarse a localidades cercanas, como Corella, Cintruénigo, Tudela, etc.

## Comunicaciones y accesos
Se llega por la carretera que une Cervera del Río Alhama con Valverde.